# セリエA (サッカー)

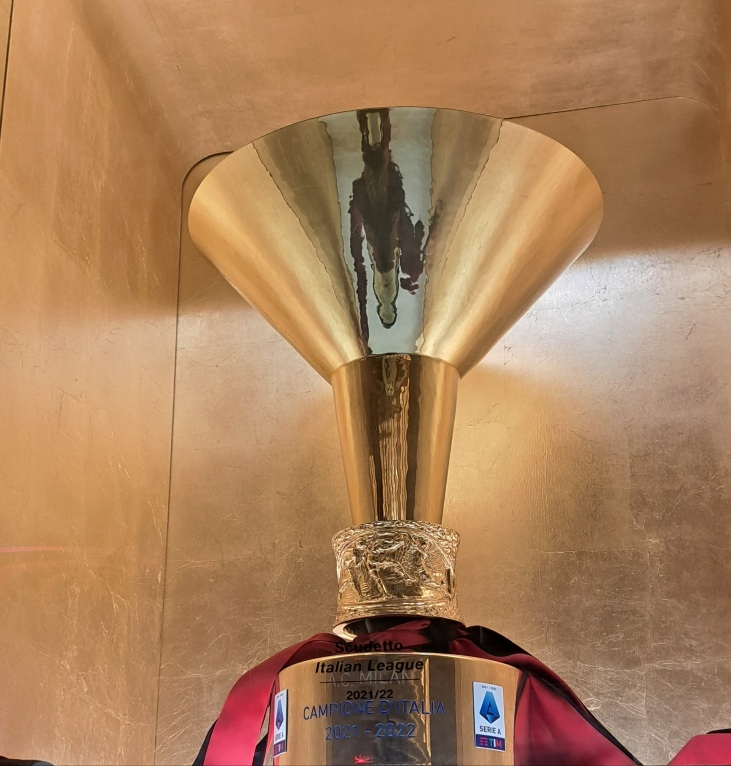
セリエA優勝トロフィー

セリエA（セリエ・アー、伊: Serie A、イタリア語発音: [ˈsɛːrje ˈa]）は、イタリアのプロサッカーリーグ。スポンサーシップにより、イタリア国内ではセリエA エニライブ（Serie A enilive）、国外ではセリエA メイド・イン・イタリー（Serie A Made in Italy）の名称が用いられる。

## 概要
セリエAが創設されたのは1898年であるが、イタリアの全国リーグとなったのは1929年のことである。イタリアのセリエAは、イングランドのプレミアリーグ、スペインのラ・リーガ、ドイツのブンデスリーガ、フランスのリーグ・アンとともに、ヨーロッパの五大プロサッカーリーグを形成している。
1990年代には、UEFAチャンピオンズリーグでイタリアのクラブチームが7年連続でファイナルに進むなど世界中からスター選手が集まり、世界最高峰のリーグと呼ばれていた。しかし、2000年代半ばのカルチョポリ以降、自国選手の世代交代の失敗、2010年代のFFPの導入に伴う各国代表クラスの選手の流出があった。とはいえ、温暖な気候に恵まれているイタリアでは、自国選手の存在に加えて隣国の旧ユーゴスラビア勢や中南米選手等が集まりやすく、リーグ自体は高水準を維持している。
一方で、セリエAでは厳格な監督ライセンス制度が確立していることもあって、自国監督の占有率が非常に高く、外国人監督はズデネク・ゼーマンやシニシャ・ミハイロヴィチ、イヴァン・ユリッチなどごく少数で、イタリアでの指揮経験が豊富であるという共通点がある。故に、外国人監督にとっては現在でもセリエAは鬼門のリーグであり、国外から監督を招聘するケースは非常に少ない。

### スクデット

スクデット

セリエAのリーグ優勝をすることをしばしば「スクデットを取る」という。「スクデット」（scudetto）とはイタリア語で「小さな盾」（盾…scudo ＋ 縮小辞 etto）を意味し、優勝クラブは翌シーズン、ユニフォームの胸にイタリア国旗のトリコローレを示した盾型のエンブレムを縫い付け戦うことができる。
優勝10回毎に1つ、「ステラ」（stella、イタリア語で「星」）と呼ばれる金色の星の刺繍を追加することが許される。36回優勝のユヴェントスは3個、20回優勝のインテル・ミラノは2個の星、19回優勝のACミランは1個の星を付けている（優勝回数は2023-24シーズン終了現在）。9回優勝のジェノアはあと1回の優勝で付けることが可能だが、優勝は全て第二次世界大戦前のもので、100年以上も優勝から遠ざかっている。

## 歴史

### 1950年代から1990年代まで
1950年代から1990年代前半までセリエAは「三階建て」構造と呼ばれ、ユヴェントス、ミラン、インテルのビッグ3、ジェノア、ローマ、フィオレンティーナ、ラツィオ、ナポリ、サンプドリア、トリノ、ボローニャなどの中堅クラブ、次いでプロヴィンチャ（小さい地方都市のクラブという意味）という構図が基本的だった。「三階建て」構造の下、プロヴィンチャは主力選手をビッグクラブに放出して得た移籍金でクラブを運営し、ビッグクラブはプロヴィンチャの主力選手を補強して戦力を上げていた。また、ビッグクラブでは余剰戦力をプロヴィンチャに放出することで無駄な人件費を削減、プロヴィンチャは有力選手を獲得して戦力を維持できるといった恩恵があった。イタリアの地域事情や歴史的背景から、ユヴェントスやミラン、インテルは北部のプロヴィンチャと結びつきが強く、ローマやラツィオは中南部のプロヴィンチャとの結びつきが強かった。また、北部のクラブと中南部のクラブ同士での選手の移籍も活発に行われており、「三階建て」構造によって、セリエAは成り立っていたとも言える。ただし、フィオレンティーナに関しては北部・中南部のクラブ共に結びつきが強いが、ユヴェントスへの移籍は「禁断の移籍」と呼ばれており、両クラブ間で移籍をした選手は、サポーターからのブーイングが飛ぶことが恒例となっている。かつてロベルト・バッジョがフィオレンティーナからユヴェントスへ移籍した際には、フィレンツェで暴徒と化したサポーターが街に溢れ、暴動にまで発展した。

### セブンシスターズの台頭
1990年代中盤より、衛星有料放送の普及によるサッカーのビジネス化、ボスマン判決による外国人選手獲得の自由化などカルチョの国際化が進む中で急激な変化が起き、ボローニャやナポリ、トリノ、ジェノアなどのクラブが降格した。中堅クラスのクラブは成長に成功したグループと没落するグループに大別され、「三階建て」の構造は崩壊した。こうした中で台頭したのが「セブン・シスターズ」とも呼ばれるビッグクラブグループだった。すなわち、従来のビッグ3であるユヴェントス、ミラン、インテル、それに準ビッグクラブのローマ、新たなビッグクラブとしてラツィオ、フィオレンティーナ、パルマが加わった7クラブだった。新興勢力であるフィオレンティーナ、パルマ、ラツィオは、カルチョビジネスの拡大バブルに伴い、大型補強を行って優勝争いに加わった。フィオレンティーナは映画製作者のマリオとその息子ヴィットリオ・チェッキ・ゴーリ、ラツィオは食品メーカー大手チリオのセルジョ・クラニョッティ、パルマは食品メーカー大手パルマラットのカリスト・タンツィの元で莫大な資金を投入し、1999-2000シーズンは上位1～7位までをセブン・シスターズが占めた。セブン・シスターズは国内のみならず、ヨーロッパにおいても躍進を遂げた。しかし、サッカーバブルが崩壊し、過剰な投資と放漫財政の破綻が明らかになると、従来のビッグ3を除くクラブは経営難にあえぐこととなり、セブン・シスターズの構図は崩壊する。フィオレンティーナはチェッキ・ゴーリによる主力選手の売却などを経て2002年に破産した。ラツィオもクラニョッティによる無謀なチリオの経営が破綻したために破産寸前に追い込まれ、パルマも2003年、パルマラットの粉飾決算事件を機に不良債権を抱えてしまった。ローマも例外ではなく、センシ会長の元で巨額の負債を抱えることになった。

### 三階建て構造の復活とカルチョポリ
2000年代半ば以降、フィオレンティーナ、ラツィオ、ローマ、パルマなどのクラブは多額の負債を抱え、主力選手放出を余儀なくされ、クラブの再建に取り組むことになる。フィオレンティーナは2002年の破産によるクラブ消滅後、若手主体のチーム作り、中長期目標に基づく優勝を目指すなど、一からの立て直しとなった。また、ボローニャやナポリ、トリノ、ジェノア、サンプドリアなどの1990年代に没落していった中堅クラブが経営再建を経てセリエAに復帰するようになり、かつての「三階建て」構造が復活しつつあった。そんな最中、2006年にカルチョ・スキャンダルが発覚した。これによってユヴェントスはセリエBに降格、ミラン、フィオレンティーナ、ラツィオも勝ち点減算などの処分が科された。2006-07シーズン以降は、カルチョ・スキャンダルの影響を受けなかったインテルとローマ、経営再建を経て躍進したナポリがセリエAを盛り上げることになった。しかし、カルチョ・スキャンダルによって、観客数の低下、世代交代の失敗も相まって、結果的にはリーグレベル低下と代表チームの弱体化に繋がった。

### FFPの導入とミラノの2大クラブの没落、ユベントス一強時代
リーグレベル低下に追い討ちをかけたのが2010年代に導入されたFFPである。これまで、セリエAの各クラブはオーナーの資金で赤字を埋めることで経営が成り立っていた。しかし、FFPではオーナーの資産によって赤字を補填することが禁じられたため、各クラブは経営方針の見直しを余儀なくされた。とりわけ、オーナー経営だったインテルとミランはFFPの影響を受けた。赤字額を抑えるために主力選手放出を余儀なくされて戦力が低下し、リーグでも中位に低迷することになる。一方で、ユヴェントスは元々親会社のフィアットがスポンサーだったこともあり、FFPの禁止事項を回避することが出来た。また、イタリアの他クラブとは異なり、スタジアムを所有していたため経営面でも優位に立ち、セリエAでは2011-12シーズンから2019-2020シーズンまでセリエA前人未到の9連覇を達成している。

### ミラノの2大クラブの復権
2010年代にFFPの影響を受けてリーグで低迷していたインテルとミランは、オーナー交代を経てフロント陣が刷新された。インテルはユベントスのGDを歴任したジュゼッペ・マロッタをCEOに招聘し、ミランはクラブOBのパオロ・マルディーニ等をフロント陣に招聘したことにより、チーム強化体制が改善されるようになる。こうした改革が功を奏し、2020-2021シーズンにはインテルがスクデットを奪還しミランは2位でフィニッシュ、翌シーズンの2021-2022シーズンにはミランがスクデットを奪還しインテルは2位でフィニッシュとなったことで、ミラノの2大クラブが2年連続で1位と2位を独占する結果となった。

## リーグ

### 大会名
- Serie A TIM（2006/07 - 2023/24）
- Serie A Enilive（2024/25 - 現在）

### 試合方式
20クラブによるホームアンドアウェー方式、2回戦総当たりのリーグ戦形式で行われる。従って1クラブあたりの1シーズンの試合数は38試合、計38試合が行われる。勝利クラブに勝ち点3、引き分けの場合には両クラブに勝ち点1が与えられ、負けは0になる。

### 順位決定方式
順位は勝ち点の多い順に決められ、勝ち点が最も多いクラブが優勝となる。複数のクラブの勝ち点が同一の場合には、得失点差などに関係なく同順位となる。シーズン終了後に同順位の場合、そのチーム同士の対戦成績により決定する。降格チームを決める場合は、2022-23シーズンより直接対決のプレーオフが導入されている。

### カップ出場権／残留／降格
カップ出場枠は毎シーズン、欧州サッカー連盟（UEFA）が定めるUEFAランキングで変動する。セリエAは、UEFAチャンピオンズリーグ4枠、UEFAヨーロッパリーグ3枠を得る。
UEFAヨーロッパリーグの内1枠は、コッパ・イタリアの優勝チームに与えられる。コッパ・イタリアの優勝チームが順位で出場権を確保している場合は、準優勝チームに出場権が与えられる。準優勝チームも順位で出場権を確保している場合は、順位による枠が1つ拡大される。
また、下位の3クラブがセリエBに自動的に降格する。ただし、クラブの財政的な問題でプロライセンスを保有できないと判断された場合はセリエC以下のクラスへの降格がありえる。
過去の2階級以上降格となった例
- ACFフィオレンティーナ - 2002年、経営破綻により当時の4部相当にあたる「セリエC-2」に降格。チーム名をいったん「フロテンティナ・ビオラ」と改め、その後旧母体の破産管財人よりチーム名を購入しチーム名を復帰。2003-04年度は特例処置としてセリエBに2階級特進後、2004-05年にセリエA復帰。
- パルマ・カルチョ1913 - 2015年、経営破綻を理由に現4部の「セリエD」に降格。チーム名を「SSDパルマカルチョ1913」と改める。2018-19年にセリエA復帰。

### 出場停止規定
警告処分は初め4回で1試合の出場停止処分となる。その後3,2,1回と減り再び4回に戻る。1試合に2回の警告処分及び退場処分を受けた場合は翌1試合の出場停止処分となる。ただし1試合に2回の警告処分を受けても悪質とみなされなかった場合は出場停止処分を受けない場合がある。

### 外国人登録
EU内国籍およびEU加盟申請中の国の選手に関しては、無制限に登録が可能。EU外国籍選手に関しては、2002年7月18日以前に契約した選手には適用されず、毎年8月31日までに新たに契約してセリエAに参戦する選手は、各クラブに2人のみ追加で登録することが許される。

## 所属クラブ
2024-25シーズンのセリエA所属チームは前年同様の20クラブ。パルマ、コモ、ヴェネツィアがセリエAに昇格。
| チーム             | 監督                             | 州                                 | ホームタウン | スタジアム                                   | 収容人数 | 前年度成績 |
| ------------------ | -------------------------------- | ---------------------------------- | ------------ | -------------------------------------------- | -------- | ---------- |
| ユヴェントス       | マッシミリアーノ・アッレグリ     | ピエモンテ州                       | トリノ       | ユヴェントス・スタジアム                     | 41,254   | 3位        |
| トリノ             | イヴァン・ユリッチ               | ピエモンテ州                       | トリノ       | スタディオ・オリンピコ・グランデ・トリノ     | 27,958   | 9位        |
| ジェノア           | アルベルト・ジラルディーノ       | リグーリア州                       | ジェノヴァ   | スタディオ・ルイジ・フェッラーリス           | 36,600   | 11位       |
| カリアリ           | クラウディオ・ラニエリ           | サルデーニャ州                     | カリアリ     | サルデーニャ・アレーナ                       | 60,721   | 16位       |
| アタランタ         | ジャン・ピエロ・ガスペリーニ     | ロンバルディア州                   | ベルガモ     | ゲヴィス・スタジアム                         | 24,950   | 4位        |
| ミラン             | ステファノ・ピオリ               | ロンバルディア州                   | ミラノ       | スタディオ・ジュゼッペ・メアッツァ           | 80,018   | 2位        |
| インテル           | シモーネ・インザーギ             | ロンバルディア州                   | ミラノ       | スタディオ・ジュゼッペ・メアッツァ           | 80,018   | 1位        |
| モンツァ           | ラファエレ・パッラディーノ       | ロンバルディア州                   | モンツァ     | U-Power・スタジアム                          | 10,000   | 12位       |
| コモ               | セスク・ファブレガス             | ロンバルディア州                   | コモ         | スタディオ・ジュゼッペ・シニガーリャ         | 13,602   | ☆2位       |
| ヴェローナ         | マルコ・バローニ                 | ヴェネト州                         | ヴェローナ   | スタディオ・マルカントニオ・ベンテゴディ     | 39,211   | 13位       |
| ヴェネツィア       | エウゼビオ・ディ・フランチェスコ | ヴェネト州                         | ヴェネツィア | スタディオ・ピエル・ルイジ・ペンツォ         | 7,371    | ☆3位       |
| ウディネーゼ       | ガブリエレ・チョッフィ           | フリウリ・ヴェネツィア・ジュリア州 | ウーディネ   | ダチア・アレーナ                             | 25,114   | 15位       |
| ボローニャ         | チアゴ・モッタ                   | エミリア＝ロマーニャ州             | ボローニャ   | スタディオ・レナート・ダッラーラ             | 38,279   | 5位        |
| パルマ             | ファビオ・ペッキア               | エミリア＝ロマーニャ州             | パルマ       | スタディオ・エンニオ・タルディーニ           | 22,352   | ☆1位       |
| フィオレンティーナ | ヴィンチェンツォ・イタリアーノ   | トスカーナ州                       | フィレンツェ | スタディオ・アルテミオ・フランキ             | 47,282   | 8位        |
| エンポリ           | ダヴィデ・ニコーラ               | トスカーナ州                       | エンポリ     | スタディオ・カルロ・カステラーニ             | 19,847   | 17位       |
| ラツィオ           | イゴール・トゥドール             | ラツィオ州                         | ローマ       | スタディオ・オリンピコ                       | 70,634   | 7位        |
| ローマ             | ダニエレ・デ・ロッシ             | ラツィオ州                         | ローマ       | スタディオ・オリンピコ                       | 70,634   | 6位        |
| ナポリ             | フランチェスコ・カルツォーナ     | カンパニア州                       | ナポリ       | スタディオ・ディエゴ・アルマンド・マラドーナ | 60,240   | 9位        |
| レッチェ           | ルカ・ゴッティ                   | プッリャ州                         | レッチェ     | スタディオ・ヴィア・デル・マーレ             | 31,533   | 14位       |

☆印はセリエBでの成績。監督・本拠地などは現時点でのもの。

### 歴代所属クラブ
1929年にリーグが現在の形になって以来、計68クラブがセリエAに所属してきた。この中でもインテルナツィオナーレ・ミラノは、一度も降格することなくセリエAに所属し続けている唯一のクラブである。
[2024年現在]
- 92シーズン インテル
- 91シーズン ユヴェントス、ローマ

- 90シーズン ミラン

- 87シーズン フィオレンティーナ

- 81シーズン ラツィオ

- 80シーズン トリノ

- 78シーズン ナポリ

- 77シーズン ボローニャ

- 66シーズン サンプドリア

- 63シーズン アタランタ

- 56シーズン ジェノア

- 51シーズン ウディネーゼ

- 43シーズン カリアリ

- 33シーズン ヴェローナ

- 30シーズン ヴィチェンツァ、バーリ

- 29シーズン パレルモ

- 27シーズン パルマ

- 26シーズン トリエスティーナ

- 23シーズン ブレシア

| - 19シーズン SPAL - 18シーズン リヴォルノ、レッチェ - 17シーズン カターニア、キエーヴォ - 16シーズン アスコリ、パドヴァ、エンポリ - 13シーズン アレッサンドリア、コモ、モデナ、ペルージャ、ノヴァーラ、チェゼーナ、ヴェネツィア - 12シーズン プロ・パトリア - 11シーズン フォッジャ、サッスオーロ - 10シーズン アヴェッリーノ - 9シーズン レッジーナ、シエーナ - 8シーズン ルッケーゼ、ピアチェンツァ、クレモネーゼ、サンピエルダレネーゼ - 7シーズン カタンザーロ、マントヴァ、ペスカーラ、ピサ、ヴァレーゼ - 6シーズン プロ・ヴェルチェッリ - 5シーズン メッシーナ - 4シーズン カザーレ、サレルニターナ - 3シーズン レッコ、レニャーノ、レッジャーナ、クロトーネ、スペツィア、フロジノーネ - 2シーズン アンコーナ、テルナーナ、ベネヴェント、モンツァ - 1シーズン ピストイエーゼ、トレヴィーゾ、カルピ |

## 結果

### 歴代優勝クラブ
- 1898年から1928-29シーズンまではトーナメント方式、それ以降はリーグ戦の順位により決定。

| シーズン     | 優勝                           | 回数                     | 2位                                     | 3位                                     |
| ------------ | ------------------------------ | ------------------------ | --------------------------------------- | --------------------------------------- |
| 1898         | ジェノア                       | 1                        | インテルナツィオナーレFCトリノ          | 不明                                    |
| 1899         | ジェノア                       | 2                        | インテルナツィオナーレFCトリノ]         | ジンナスティカ・トリノ                  |
| 1900         | ジェノア                       | 3                        | トリネーゼ                              | ミラン                                  |
| 1901         | ミラン                         | 1                        | ジェノア                                | ユヴェントス                            |
| 1902         | ジェノア                       | 4                        | ミラン                                  | トリネーゼ                              |
| 1903         | ジェノア                       | 5                        | ユヴェントス                            | ミラン                                  |
| 1904         | ジェノア                       | 6                        | ユヴェントス                            | ミラン                                  |
| 1905         | ユヴェントス                   | 1                        | ジェノア                                | ミラネーゼ                              |
| 1906         | ミラン                         | 2                        | ユヴェントス                            | ジェノア                                |
| 1907         | ミラン                         | 3                        | トリノ                                  | アンドレア・ドリア                      |
| 1908         | プロ・ヴェルチェッリ           | 1                        | ミラネーゼ                              | アンドレア・ドリア                      |
| 1909         | プロ・ヴェルチェッリ           | 2                        | ミラネーゼ                              | ジェノア                                |
| 1909-10      | インテルナツィオナーレ・ミラノ | 1                        | プロ・ヴェルチェッリ                    | ユヴェントス                            |
| 1910-11      | プロ・ヴェルチェッリ           | 3                        | ヴィチェンツァ                          | なし                                    |
| 1911-12      | プロ・ヴェルチェッリ           | 4                        | ヴェネツィア                            | なし                                    |
| 1912-13      | プロ・ヴェルチェッリ           | 5                        | ラツィオ                                | なし                                    |
| 1913-14      | カザーレ                       | 1                        | ラツィオ                                | なし                                    |
| 1914-15      | ジェノア                       | 7                        | インテルナツィオナーレ・ナポリ ラツィオ | なし                                    |
| 1915-16      | 第一次世界大戦のため中止       | 第一次世界大戦のため中止 | 第一次世界大戦のため中止                | 第一次世界大戦のため中止                |
| 1916-17      | 第一次世界大戦のため中止       | 第一次世界大戦のため中止 | 第一次世界大戦のため中止                | 第一次世界大戦のため中止                |
| 1917-18      | 第一次世界大戦のため中止       | 第一次世界大戦のため中止 | 第一次世界大戦のため中止                | 第一次世界大戦のため中止                |
| 1918-19      | 第一次世界大戦のため中止       | 第一次世界大戦のため中止 | 第一次世界大戦のため中止                | 第一次世界大戦のため中止                |
| 1919-20      | インテルナツィオナーレ・ミラノ | 2                        | リヴォルノ                              | なし                                    |
| 1920-21      | プロ・ヴェルチェッリ           | 6                        | ピサ                                    | なし                                    |
| 1921-22 FIGC | ノヴェーゼ                     | 1                        | サンピエルダレネーゼ                    | なし                                    |
| 1921-22 CCI  | プロ・ヴェルチェッリ           | 7                        | フォルティトゥード・ローマ              | なし                                    |
| 1922-23      | ジェノア                       | 8                        | ラツィオ                                | なし                                    |
| 1923-24      | ジェノア                       | 9                        | サヴォイア                              | なし                                    |
| 1924-25      | ボローニャ                     | 1                        | アルバ・トラステヴェレ                  | なし                                    |
| 1925-26      | ユヴェントス                   | 2                        | アルバ・トラステヴェレ                  | なし                                    |
| 1926-27      | なし                           | なし                     | ボローニャ                              | ユヴェントス                            |
| 1927-28      | トリノ                         | 1                        | ジェノア                                | アレッサンドリア ユヴェントス           |
| 1928-29      | ボローニャ                     | 2                        | トリノ                                  | なし                                    |
| 1929-30      | アンブロジアーナ               | 3                        | ジェノヴァ                              | ユヴェントス                            |
| 1930-31      | ユヴェントス                   | 3                        | ローマ                                  | ボローニャ                              |
| 1931-32      | ユヴェントス                   | 4                        | ボローニャ                              | ローマ                                  |
| 1932-33      | ユヴェントス                   | 5                        | アンブロジアーナ・インテル              | ボローニャ ナポリ                       |
| 1933-34      | ユヴェントス                   | 6                        | アンブロジアーナ・インテル              | ナポリ                                  |
| 1934-35      | ユヴェントス                   | 7                        | アンブロジアーナ・インテル              | フィオレンティーナ                      |
| 1935-36      | ボローニャ                     | 3                        | ローマ                                  | トリノ                                  |
| 1936-37      | ボローニャ                     | 4                        | ラツィオ                                | トリノ                                  |
| 1937-38      | アンブロジアーナ・インテル     | 4                        | ユヴェントス                            | ジェノヴァ ミラン                       |
| 1938-39      | ボローニャ                     | 5                        | トリノ                                  | アンブロジアーナ・インテル              |
| 1939-40      | アンブロジアーナ・インテル     | 5                        | ボローニャ                              | ユヴェントス                            |
| 1940-41      | ボローニャ                     | 6                        | アンブロジアーナ・インテル              | ミラン                                  |
| 1941-42      | ローマ                         | 1                        | トリノ                                  | ヴェネツィア                            |
| 1942-43      | トリノ                         | 2                        | リヴォルノ                              | ユヴェントス                            |
| 1943-44      | 第二次世界大戦のため中止       | 第二次世界大戦のため中止 | 第二次世界大戦のため中止                | 第二次世界大戦のため中止                |
| 1944-45      | 第二次世界大戦のため中止       | 第二次世界大戦のため中止 | 第二次世界大戦のため中止                | 第二次世界大戦のため中止                |
| 1945-46      | トリノ                         | 3                        | ユヴェントス                            | ミラン                                  |
| 1946-47      | トリノ                         | 4                        | ユヴェントス                            | モデナ                                  |
| 1947-48      | トリノ                         | 5                        | ユヴェントス ミラン トリエスティーナ    | なし                                    |
| 1948-49      | トリノ                         | 6                        | インテルナツィオナーレ・ミラノ          | ミラン                                  |
| 1949-50      | ユヴェントス                   | 8                        | ミラン                                  | インテルナツィオナーレ・ミラノ          |
| 1950-51      | ミラン                         | 4                        | インテルナツィオナーレ・ミラノ          | ユヴェントス                            |
| 1951-52      | ユヴェントス                   | 9                        | ミラン                                  | インテルナツィオナーレ・ミラノ          |
| 1952-53      | インテルナツィオナーレ・ミラノ | 6                        | ユヴェントス                            | ミラン                                  |
| 1953-54      | インテルナツィオナーレ・ミラノ | 7                        | ユヴェントス                            | フィオレンティーナ ミラン               |
| 1954-55      | ミラン                         | 5                        | ウディネーゼ（降格）                    | ローマ                                  |
| 1955-56      | フィオレンティーナ             | 1                        | ミラン                                  | インテルナツィオナーレ・ミラノ ラツィオ |
| 1956-57      | ミラン                         | 6                        | フィオレンティーナ                      | ラツィオ                                |
| 1957-58      | ユヴェントス                   | 10                       | フィオレンティーナ                      | パドヴァ                                |
| 1958-59      | ミラン                         | 7                        | フィオレンティーナ                      | インテルナツィオナーレ・ミラノ          |
| 1959-60      | ユヴェントス                   | 11                       | フィオレンティーナ                      | ミラン                                  |
| 1960-61      | ユヴェントス                   | 12                       | ミラン                                  | インテルナツィオナーレ・ミラノ          |
| 1961-62      | ミラン                         | 8                        | インテルナツィオナーレ・ミラノ          | フィオレンティーナ                      |
| 1962-63      | インテルナツィオナーレ・ミラノ | 8                        | ユヴェントス                            | ミラン                                  |
| 1963-64      | ボローニャ                     | 7                        | インテルナツィオナーレ・ミラノ          | ミラン                                  |
| 1964-65      | インテルナツィオナーレ・ミラノ | 9                        | ミラン                                  | トリノ                                  |
| 1965-66      | インテルナツィオナーレ・ミラノ | 10                       | ボローニャ                              | ナポリ                                  |
| 1966-67      | ユヴェントス                   | 13                       | インテルナツィオナーレ・ミラノ          | ボローニャ                              |
| 1967-68      | ミラン                         | 9                        | ナポリ                                  | ユヴェントス                            |
| 1968-69      | フィオレンティーナ             | 2                        | カリアリ                                | ミラン                                  |
| 1969-70      | カリアリ                       | 1                        | インテルナツィオナーレ・ミラノ          | ユヴェントス                            |
| 1970-71      | インテルナツィオナーレ・ミラノ | 11                       | ミラン                                  | ナポリ                                  |
| 1971-72      | ユヴェントス                   | 14                       | ミラン                                  | トリノ                                  |
| 1972-73      | ユヴェントス                   | 15                       | ミラン                                  | ラツィオ                                |
| 1973-74      | ラツィオ                       | 1                        | ユヴェントス                            | ナポリ                                  |
| 1974-75      | ユヴェントス                   | 16                       | ナポリ                                  | ローマ                                  |
| 1975-76      | トリノ                         | 7                        | ユヴェントス                            | ミラン                                  |
| 1976-77      | ユヴェントス                   | 17                       | トリノ                                  | フィオレンティーナ                      |
| 1977-78      | ユヴェントス                   | 18                       | ヴィチェンツァ                          | トリノ                                  |
| 1978-79      | ミラン                         | 10                       | ペルージャ                              | ユヴェントス                            |
| 1979-80      | インテルナツィオナーレ・ミラノ | 12                       | ユヴェントス                            | トリノ                                  |
| 1980-81      | ユヴェントス                   | 19                       | ローマ                                  | ナポリ                                  |
| 1981-82      | ユヴェントス                   | 20                       | フィオレンティーナ                      | ローマ                                  |
| 1982-83      | ローマ                         | 2                        | ユヴェントス                            | インテルナツィオナーレ・ミラノ          |
| 1983-84      | ユヴェントス                   | 21                       | ローマ                                  | フィオレンティーナ                      |
| 1984-85      | エラス・ヴェローナ             | 1                        | トリノ                                  | インテルナツィオナーレ・ミラノ          |
| 1985-86      | ユヴェントス                   | 22                       | ローマ                                  | ナポリ                                  |
| 1986-87      | ナポリ                         | 1                        | ユヴェントス                            | インテルナツィオナーレ・ミラノ          |
| 1987-88      | ミラン                         | 11                       | ナポリ                                  | ローマ                                  |
| 1988-89      | インテルナツィオナーレ・ミラノ | 13                       | ナポリ                                  | ミラン                                  |
| 1989-90      | ナポリ                         | 2                        | ミラン                                  | インテルナツィオナーレ・ミラノ          |
| 1990-91      | サンプドリア                   | 1                        | ミラン                                  | インテルナツィオナーレ・ミラノ          |
| 1991-92      | ミラン                         | 12                       | ユヴェントス                            | トリノ                                  |
| 1992-93      | ミラン                         | 13                       | インテルナツィオナーレ・ミラノ          | パルマ                                  |
| 1993-94      | ミラン                         | 14                       | ユヴェントス                            | サンプドリア                            |
| 1994-95      | ユヴェントス                   | 23                       | ラツィオ                                | パルマ                                  |
| 1995-96      | ミラン                         | 15                       | ユヴェントス                            | ラツィオ                                |
| 1996-97      | ユヴェントス                   | 24                       | パルマ                                  | インテルナツィオナーレ・ミラノ          |
| 1997-98      | ユヴェントス                   | 25                       | インテルナツィオナーレ・ミラノ          | ウディネーゼ                            |
| 1998-99      | ミラン                         | 16                       | ラツィオ                                | フィオレンティーナ                      |
| 1999-00      | ラツィオ                       | 2                        | ユヴェントス                            | ミラン                                  |
| 2000-01      | ローマ                         | 3                        | ユヴェントス                            | ラツィオ                                |
| 2001-02      | ユヴェントス                   | 26                       | ローマ                                  | インテルナツィオナーレ・ミラノ          |
| 2002-03      | ユヴェントス                   | 27                       | インテルナツィオナーレ・ミラノ          | ミラン                                  |
| 2003-04      | ミラン                         | 17                       | ローマ                                  | ユヴェントス                            |
| 2004-05      | なし                           | なし                     | ミラン                                  | インテルナツィオナーレ・ミラノ          |
| 2005-06      | インテルナツィオナーレ・ミラノ | 14                       | ローマ                                  | ミラン                                  |
| 2006-07      | インテルナツィオナーレ・ミラノ | 15                       | ローマ                                  | ラツィオ                                |
| 2007-08      | インテルナツィオナーレ・ミラノ | 16                       | ローマ                                  | ユヴェントス                            |
| 2008-09      | インテルナツィオナーレ・ミラノ | 17                       | ユヴェントス                            | ミラン                                  |
| 2009-10      | インテルナツィオナーレ・ミラノ | 18                       | ローマ                                  | ミラン                                  |
| 2010-11      | ミラン                         | 18                       | インテルナツィオナーレ・ミラノ          | ナポリ                                  |
| 2011-12      | ユヴェントス                   | 28                       | ミラン                                  | ウディネーゼ                            |
| 2012-13      | ユヴェントス                   | 29                       | ナポリ                                  | ミラン                                  |
| 2013-14      | ユヴェントス                   | 30                       | ローマ                                  | ナポリ                                  |
| 2014-15      | ユヴェントス                   | 31                       | ローマ                                  | ラツィオ                                |
| 2015-16      | ユヴェントス                   | 32                       | ナポリ                                  | ローマ                                  |
| 2016-17      | ユヴェントス                   | 33                       | ローマ                                  | ナポリ                                  |
| 2017-18      | ユヴェントス                   | 34                       | ナポリ                                  | ローマ                                  |
| 2018-19      | ユヴェントス                   | 35                       | ナポリ                                  | アタランタ                              |
| 2019-20      | ユヴェントス                   | 36                       | インテルナツィオナーレ・ミラノ          | アタランタ                              |
| 2020-21      | インテルナツィオナーレ・ミラノ | 19                       | ミラン                                  | アタランタ                              |
| 2021-22      | ミラン                         | 19                       | インテルナツィオナーレ・ミラノ          | ナポリ                                  |
| 2022-23      | ナポリ                         | 3                        | ラツィオ                                | インテルナツィオナーレ・ミラノ          |
| 2023-24      | インテルナツィオナーレ・ミラノ | 20                       | ミラン                                  | ユヴェントス                            |
| 2024-25      | ナポリ                         | 4                        | インテルナツィオナーレ・ミラノ          | アタランタ                              |
|              |                                |                          |                                         |                                         |

### 歴代得点王
| シーズン | 選手                           | 所属               | 得点 |
| -------- | ------------------------------ | ------------------ | ---- |
| 1966-67  | ルイジ・リーヴァ               | カリアリ           | 18   |
| 1967-68  | ピエリーノ・プラティ           | ミラン             | 21   |
| 1968-69  | ルイジ・リーヴァ               | カリアリ           | 20   |
| 1969-70  | ルイジ・リーヴァ               | カリアリ           | 21   |
| 1970-71  | ロベルト・ボニンセーニャ       | インテル           | 24   |
| 1971-72  | ロベルト・ボニンセーニャ       | インテル           | 22   |
| 1972-73  | パオロ・プリーチ               | トリノ             | 18   |
| 1973-74  | ジョルジョ・キナーリア         | ラツィオ           | 24   |
| 1974-75  | パオロ・プリーチ               | トリノ             | 18   |
| 1975-76  | パオロ・プリーチ               | トリノ             | 21   |
| 1976-77  | フランチェスコ・グラツィアーニ | トリノ             | 21   |
| 1977-78  | パオロ・ロッシ                 | ヴィチェンツァ     | 24   |
| 1978-79  | ブルーノ・ジョルダーノ         | ラツィオ           | 19   |
| 1979-80  | ロベルト・ベッテガ             | ユヴェントス       | 16   |
| 1980-81  | ロベルト・プルッツォ           | ローマ             | 18   |
| 1981-82  | ロベルト・プルッツォ           | ローマ             | 15   |
| 1982-83  | ミシェル・プラティニ           | ユヴェントス       | 16   |
| 1983-84  | ミシェル・プラティニ           | ユヴェントス       | 20   |
| 1984-85  | ミシェル・プラティニ           | ユヴェントス       | 18   |
| 1985-86  | ロベルト・プルッツォ           | ローマ             | 19   |
| 1986-87  | ピエトロ・パオロ・ビルディス   | ミラン             | 17   |
| 1987-88  | ディエゴ・マラドーナ           | ナポリ             | 15   |
| 1988-89  | アルド・セレーナ               | インテル           | 22   |
| 1989-90  | マルコ・ファン・バステン       | ミラン             | 19   |
| 1990-91  | ジャンルカ・ヴィアリ           | サンプドリア       | 19   |
| 1991-92  | マルコ・ファン・バステン       | ミラン             | 25   |
| 1992-93  | ジュゼッペ・シニョーリ         | ラツィオ           | 26   |
| 1993-94  | ジュゼッペ・シニョーリ         | ラツィオ           | 23   |
| 1994-95  | ガブリエル・バティストゥータ   | フィオレンティーナ | 26   |
| 1995-96  | イゴール・プロッティ           | バーリ             | 24   |
| 1995-96  | ジュゼッペ・シニョーリ         | ラツィオ           | 24   |
| 1996-97  | フィリッポ・インザーギ         | アタランタ         | 24   |
| 1997-98  | オリバー・ビアホフ             | ウディネーゼ       | 27   |
| 1998-99  | マルシオ・アモローゾ           | ウディネーゼ       | 22   |
| 1999-00  | アンドリー・シェフチェンコ     | ミラン             | 24   |
| 2000-01  | エルナン・クレスポ             | ラツィオ           | 26   |
| 2001-02  | ダヴィド・トレゼゲ             | ユヴェントス       | 24   |
| 2001-02  | ダリオ・ヒュブナー             | ピアチェンツァ     | 24   |
| 2002-03  | クリスティアン・ヴィエリ       | インテル           | 24   |
| 2003-04  | アンドリー・シェフチェンコ     | ミラン             | 24   |
| 2004-05  | クリスティアーノ・ルカレッリ   | リヴォルノ         | 24   |
| 2005-06  | ルカ・トーニ                   | フィオレンティーナ | 31   |
| 2006-07  | フランチェスコ・トッティ       | ローマ             | 26   |
| 2007-08  | アレッサンドロ・デル・ピエロ   | ユヴェントス       | 21   |
| 2008-09  | ズラタン・イブラヒモビッチ     | インテル           | 25   |
| 2009-10  | アントニオ・ディ・ナターレ     | ウディネーゼ       | 29   |
| 2010-11  | アントニオ・ディ・ナターレ     | ウディネーゼ       | 28   |
| 2011-12  | ズラタン・イブラヒモビッチ     | ミラン             | 28   |
| 2012-13  | エディンソン・カバーニ         | ナポリ             | 29   |
| 2013-14  | チーロ・インモービレ           | トリノ             | 22   |
| 2014-15  | マウロ・イカルディ             | インテル           | 22   |
| 2014-15  | ルカ・トーニ                   | エラス・ヴェローナ | 22   |
| 2015-16  | ゴンサロ・イグアイン           | ナポリ             | 36   |
| 2016-17  | エディン・ジェコ               | ローマ             | 29   |
| 2017-18  | マウロ・イカルディ             | インテル           | 29   |
| 2017-18  | チーロ・インモービレ           | ラツィオ           | 29   |
| 2018-19  | ファビオ・クアリャレッラ       | サンプドリア       | 26   |
| 2019-20  | チーロ・インモービレ           | ラツィオ           | 36   |
| 2020-21  | クリスティアーノ・ロナウド     | ユヴェントス       | 29   |
| 2021-22  | チーロ・インモービレ           | ラツィオ           | 27   |
| 2022-23  | ヴィクター・オシムヘン         | ナポリ             | 26   |
| 2023-24  | ラウタロ・マルティネス         | インテル           | 24   |

### クラブ別優勝回数
| クラブ名             | 優勝 | 2位 | 優勝年度 |
| -------------------- | ---- | --- | --- |
| ユヴェントス         | 36   | 21  | 1905, 1925-26, 1930-31, 1931-32, 1932-33, 1933-34, 1934-35, 1949-50, 1951-52, 1957-58, 1959-60, 1960-61, 1966-67, 1971-72, 1972-73, 1974-75, 1976-77, 1977-78, 1980-81, 1981-82, 1983-84, 1985-86, 1994-95, 1996-97, 1997-98, 2001-02, 2002-03, 2011-12, 2012-13, 2013-14, 2014-15, 2015-16, 2016-17, 2017-18, 2018-19, 2019-20 |
| インテル             | 20   | 17  | 1909-10, 1919-20, 1929-30, 1937-38, 1939-40, 1952-53, 1953-54, 1962-63, 1964-65, 1965-66, 1970-71, 1979-80, 1988-89, 2005-06, 2006-07, 2007-08, 2008-09, 2009-10, 2020-21, 2023-24, |
| ミラン               | 19   | 17  | 1901, 1906, 1907, 1950-51, 1954-55, 1956-57, 1958-59, 1961-62, 1967-68, 1978-79, 1987-88, 1991-92, 1992-93, 1993-94, 1995-96, 1998-99, 2003-04, 2010-11, 2021-22 |
| ジェノア             | 9    | 4   | 1898, 1899, 1900, 1902, 1903, 1904, 1914-15, 1922-23, 1923-24 |
| トリノ               | 7    | 6   | 1927-28, 1942-43, 1945-46, 1946-47, 1947-48, 1948-49, 1975-76 |
| ボローニャ           | 7    | 4   | 1924-25, 1928-29, 1935-36, 1936-37, 1938-39, 1940-41, 1963-64 |
| プロ・ヴェルチェッリ | 7    | 1   | 1908, 1909, 1910-11, 1911-12, 1912-13, 1920-21, 1921-22 (CCI) |
| ナポリ               | 4    | 8   | 1986-87, 1989-90, 2022-23, 2024-25 |
| ローマ               | 3    | 13  | 1941-42, 1982-83, 2000-01 |
| ラツィオ             | 2    | 8   | 1973-74, 1999-00 |
| フィオレンティーナ   | 2    | 5   | 1955-56, 1968-69 |
| カリアリ             | 1    | 1   | 1969-70 |
| カザーレ             | 1    | 0   | 1913-14 |
| ノヴェーゼ           | 1    | 0   | 1921-22 (FIGC) |
| ヴェローナ           | 1    | 0   | 1984-85 |
| サンプドリア         | 1    | 0   | 1990-91 |

## 歴代記録

### 出場数ランキング
2023年12月28日現在
| 順位           | 選手                       | 所属クラブ                                                                           | 出場 | 期間                          |
| -------------- | -------------------------- | ------------------------------------------------------------------------------------ | ---- | ----------------------------- |
| 1              | ジャンルイジ・ブッフォン   | パルマ、ユヴェントス                                                                 | 657  | 1995-2006 2007-2018 2019-2021 |
| 2              | パオロ・マルディーニ       | ミラン                                                                               | 647  | 1984-2009                     |
| 3              | フランチェスコ・トッティ   | ローマ                                                                               | 619  | 1992-2017                     |
| 4              | ハビエル・サネッティ       | インテル                                                                             | 615  | 1995-2014                     |
| 5              | ジャンルカ・パリュウカ     | サンプドリア、インテル、ボローニャ、アスコリ                                         | 592  | 1987-2005 2006-2007           |
| 6              | ディノ・ゾフ               | ウディネーゼ、マントヴァ、ナポリ、ユヴェントス                                       | 570  | 1961-1962 1963-1965 1966-1983 |
| 7              | サミール・ハンダノヴィッチ | トレヴィーゾ、ラツィオ、ウディネーゼ、インテル                                       | 566  | 2004-2006 2007-2023           |
| 8              | ピエトロ・ヴィエルコウッド | コモ、フィオレンティーナ、ローマ、サンプドリア、ユヴェントス、ミラン、ピアチェンツァ | 562  | 1980-2000                     |
| 9              | ファビオ・クアリャレッラ   | トリノ、アスコリ、サンプドリア、ウディネーゼ、ナポリ、ユヴェントス                   | 556  | 1999-2000 2001-2002 2005-2023 |
| 10             | ロベルト・マンチーニ       | ボローニャ、サンプドリア、ラツィオ                                                   | 541  | 1981-2000                     |
| 太字は現役選手 |                            |                                                                                      |      |                               |

### 得点数ランキング
2023年12月28日現在
| 順位           | 選手                         | 期間      | 得点 |
| -------------- | ---------------------------- | --------- | ---- |
| 1              | シルヴィオ・ピオラ           | 1929–1954 | 274  |
| 2              | フランチェスコ・トッティ     | 1992–2017 | 250  |
| 3              | グンナー・ノルダール         | 1948–1958 | 225  |
| 4              | ジョゼ・アルタフィーニ       | 1958–1976 | 216  |
| 4              | ジュゼッペ・メアッツァ       | 1929–1947 | 216  |
| 6              | アントニオ・ディ・ナターレ   | 2002–2016 | 209  |
| 7              | ロベルト・バッジョ           | 1986–2004 | 205  |
| 8              | チーロ・インモービレ         | 2008–     | 198  |
| 9              | クルト・ハムリン             | 1956–1971 | 190  |
| 10             | ジュゼッペ・シニョーリ       | 1991–2004 | 188  |
| 10             | アレッサンドロ・デル・ピエロ | 1993–2012 | 188  |
| 10             | アルベルト・ジラルディーノ   | 1999–2017 | 188  |
| 太字は現役選手 |                              |           |      |

## 観客動員数
2016-17シーズンの平均観客動員数は2万2,830人であり、欧州のリーグで4位であった。

## その他
2007年2月2日、カターニャ対パレルモ戦でサポーターがフーリガン化し暴動が発生。試合を中止したが場外乱闘に発展し、爆発物を投げつけられた警察官1人が死亡、100人以上が負傷。15人の逮捕者を出す惨事となった。後の調べで暴動を仕掛けたのはカターニャ側サポーターであることが判明した。この影響により2月3日と4日のリーグ戦全てが中止となった。
運営側は事態を深刻としており、2月10日にリーグは再開されるものの一部の試合では無観客試合となった。その後オリンピコなどの安全性が確保された一部のスタジアムでは無観客試合を回避したが、人気チームの試合が無観客試合になる、または観客の入場がシーズンチケット保有者のみに制限される等の影響も出た。